# مرکز مدیریت توسعه ملی اینترنت
مرکز مدیریت توسعه ملی اینترنت (به اختصار متما) سازمانی زیر مجموعه سازمان فناوری اطلاعات ایران در وزارت ارتباطات و فناوری اطلاعات ایران است که اقدام به انتشار آمار تست سرعت رسانندگان خدمات اینترنتی، رتبه بندی این شرکت‌ها و انجام پروژه‌های مرتبط با اینترنت ملی می نماید.

## معرفی
مرکز مدیریت توسعه ملی اینترنت اهدافی همچون مدیریت و تخصیص آدرس اینترنتی، توسعه فضای سایبر ملی، توسعه دامنه‌های ir و انجام سیاست‌های مربوط به ثبت و تخصیص آدرس‌های آی پی نسخه ۴ و ۶ را دنبال می‌کند. این مرکز در اردی‌بهشت سال ۹۱ توسط وزیر وقت ارتباطات و فن‌آوری اطلاعات، رضا تقی‌پور، به عنوان مرجع اعلام فهرست خدمت دهنگان ایمیل با میزبانی داخلی معرفی شد که باید توسط بانک‌ها و بیمه‌ها برای آدرس ایمیل مشتریان قابل قبول باشند. بر این اساس استفاده از آدرس ایمیل‌های نظیر جی میل، یاهو و غیره توسط مشتریان بانک‌ها و بیمه‌ها ممنوع شد.

## انتقادات
این مرکز، جداول برترین رسانندگان خدمات اینترنتی ارائه دهندگان اینترنت از طریق شماره گیری، ADSL و وایمکس را به صورت ماهانه اعلام می‌کند اما طبق ادعای برخی شرکت‌های فراهم‌کننده دسترسی قابل استناد نمی‌باشند چرا که اندازه‌گیری بر اساس روش علمی انجام نشده و امکان تقلب در آن وجود دارد.

## پیوندها
- وبگاه مرکز مدیریت توسعه ملی اینترنت